# Hydrostachys lufirensis
Hydrostachys lufirensis är en tvåhjärtbladig växtart som beskrevs av C. Cusset. Hydrostachys lufirensis ingår i släktet Hydrostachys och familjen Hydrostachyaceae. Inga underarter finns listade i Catalogue of Life.